# Mistrzostwa Świata w Narciarstwie Alpejskim 2019
45. Mistrzostwa Świata w Narciarstwie Alpejskim – zawody sportowe, które rozegrano w szwedzkim ośrodku narciarskim Åre, w dniach 4–17 lutego 2019 roku. Były to trzecie mistrzostwa świata rozgrywane w Szwecji. Poprzednio Åre zorganizowało Mistrzostwa Świata w Narciarstwie Alpejskim 1954 i Mistrzostwa Świata w Narciarstwie Alpejskim 2007.
Organizatora mistrzostw wyłoniono podczas kongresu Międzynarodowej Federacji Narciarskiej (FIS) 6 czerwca 2014 roku w Barcelonie. Jedynym kontrkandydatem była włoska Cortina d’Ampezzo.

## Medaliści

### Mężczyźni
| Konkurencja               | Data      | Złoto                | Czas    | Srebro                          | Czas    | Brąz               | Czas    |
| Supergigant szczegóły     | 6 lutego  | Dominik Paris        | 1:24,20 | Vincent Kriechmayr Johan Clarey | 1:24,29 | -                  | -       |
| Zjazd szczegóły           | 9 lutego  | Kjetil Jansrud       | 1:19,98 | Aksel Lund Svindal              | 1:20,00 | Vincent Kriechmayr | 1:20,31 |
| Superkombinacja szczegóły | 11 lutego | Alexis Pinturault    | 1:47,71 | Štefan Hadalin                  | 1:47,95 | Marco Schwarz      | 1:48,17 |
| Slalom gigant szczegóły   | 15 lutego | Henrik Kristoffersen | 2:20,24 | Marcel Hirscher                 | 2:20,44 | Alexis Pinturault  | 2:20,66 |
| Slalom szczegóły          | 17 lutego | Marcel Hirscher      | 2:05,86 | Michael Matt                    | 2:06,51 | Marco Schwarz      | 2:06,62 |

### Kobiety
| Konkurencja               | Data      | Złoto            | Czas    | Srebro              | Czas    | Brąz               | Czas    |
| Supergigant szczegóły     | 5 lutego  | Mikaela Shiffrin | 1:04,89 | Sofia Goggia        | 1:04,91 | Corinne Suter      | 1:04,94 |
| Superkombinacja szczegóły | 8 lutego  | Wendy Holdener   | 2:02,13 | Petra Vlhová        | 2:02,16 | Ragnhild Mowinckel | 2:02,58 |
| Zjazd szczegóły           | 10 lutego | Ilka Štuhec      | 1:01,74 | Corinne Suter       | 1:01,97 | Lindsey Vonn       | 1:02,23 |
| Slalom gigant szczegóły   | 14 lutego | Petra Vlhová     | 2:01,97 | Viktoria Rebensburg | 2:02,11 | Mikaela Shiffrin   | 2:02:35 |
| Slalom szczegóły          | 16 lutego | Mikaela Shiffrin | 1:57,05 | Anna Swenn-Larsson  | 1:57,63 | Petra Vlhová       | 1:58,08 |

### Drużynowo
| Konkurencja                     | Data      | Złoto | Srebro | Brąz |
| Rywalizacja drużynowa szczegóły | 12 lutego | Szwajcaria · Aline Danioth · Wendy Holdener · Daniel Yule · Ramon Zenhäusern · REZERWOWI: · Andrea Ellenberger · Sandro Simonet | Austria · Katharina Liensberger · Katharina Truppe · Michael Matt · Marco Schwarz · REZERWOWI: · Franziska Gritsch · Christian Hirschbühl | Włochy · Irene Curtoni · Lara Della Mea · Simon Maurberger · Alex Vinatzer · REZERWOWI: · Marta Bassino · Riccardo Tonetti |

## Tabela medalowa
| Lp. | Państwo           | złoto | srebro | brąz | razem |
| --- | ----------------- | ----- | ------ | ---- | ----- |
| 1.  | Norwegia          | 2     | 1      | 1    | 4     |
| 1.  | Szwajcaria        | 2     | 1      | 1    | 4     |
| 3.  | Stany Zjednoczone | 2     | 0      | 2    | 4     |
| 4.  | Austria           | 1     | 4      | 3    | 8     |
| 5.  | Francja           | 1     | 1      | 1    | 3     |
| 5.  | Włochy            | 1     | 1      | 1    | 3     |
| 5.  | Słowacja          | 1     | 1      | 1    | 3     |
| 8.  | Słowenia          | 1     | 1      | 0    | 2     |
| 9.  | Niemcy            | 0     | 1      | 0    | 1     |
| 9.  | Szwecja           | 0     | 1      | 0    | 1     |